# Cenobio (periodico)
Cenobio è un periodico culturale pubblicato a Lugano e fondato, nel 1952, da Pier Riccardo Frigeri, che l'ha diretto fino al 2002](nel 2003 gli è succeduto Manuel Rossello e nel 2008 Pietro Montorfan).
La rivista ospita articoli di autori prestigiosi su diversi argomenti: arte, letteratura, filosofia, società, politica, cinema (con particolare attenzione al festival di Locarno); pubblica inoltre inediti di scrittori e poeti contemporanei e informazioni su avvenimenti culturali, concorsi e premi letterari e artistici. Dei quattro numeri annui, ve n'è generalmente uno monografico (dedicato a scrittori contemporanei, correnti filosofiche e letterarie, ecc.). Alla rivista si affiancano le "Edizioni Cenobio", casa editrice che cura la pubblicazione di diverse collane.